# Стерник, Александр Вадимович
Алекса́ндр Вади́мович Сте́рник (род. 20 января 1966) — российский дипломат. Чрезвычайный и полномочный посол (2017).

## Биография
Окончил Институт стран Азии и Африки при МГУ им. М. В. Ломоносова (1989). Владеет английским и амхарским языками. На дипломатической работе с 1989 года.
В 1989—1991 годах — переводчик Посольства СССР в Эфиопии.
В 1991—1994 годах — атташе Посольства России в Эфиопии.
В 1994—1998 годах — третий секретарь, второй секретарь, первый секретарь в центральном аппарате МИД России.
В 1998—2003 годах — сотрудник Постоянного представительства России при ООН в Нью-Йорке.
В 2003—2005 годах — начальник отдела в Департаменте международных организаций МИД России.
В 2005—2009 годах — старший советник Посольства России в Великобритании.
В 2009—2011 годах — советник-посланник Посольства России в Великобритании.
В 2011—2012 годах — заместитель директора Департамента общеевропейского сотрудничества МИД России.
С 22 февраля 2012 года — директор Третьего департамента стран СНГ МИД России (Казахстан, Киргизия, Таджикистан, Туркменистан, Узбекистан).

## Дипломатический ранг
- Чрезвычайный и полномочный посланник 2 класса (12 июня 2011)[1].
- Чрезвычайный и полномочный посланник 1 класса (5 декабря 2013)[2].
- Чрезвычайный и полномочный посол (10 июня 2017)[3].

## Награды
- Орден Почёта (29 июля 2024) — за большой вклад в реализацию внешнеполитического курса Российской Федерации и многолетнюю добросовестную дипломатическую службу[4].
- Орден Дружбы (19 декабря 2019) — за большой вклад в реализацию внешнеполитического курса Российской Федерации и многолетнюю добросовестную дипломатическую службу[5].
- Медаль ордена «За заслуги перед Отечеством» II степени (14 августа 2014) — за большой вклад в реализацию внешнеполитического курса Российской Федерации, развитие международного культурно-гуманитарного сотрудничества и многолетнюю добросовестную работу[6].
- Медаль «За вклад в развитие Евразийского экономического союза» (29 мая 2019, Высший совет Евразийского экономического союза)[7].

## Семья
Жена Анна Игоревна Стерник. Дети — Милана и Максим.